# مزارعه
مزارعه یکی از روش‌های تأمین مالی کوتاه مدت در بخش کشاورزی است، که به موجب آن یکی از طرفین در زمین دیگری به کشاورزی می‌پردازد و محصول را آن طور که در عرف رایج است تقسیم می‌کنند. یکی از شرایط شرعی مزارعه آن است که تمام محصول به یکی از طرفین اختصاص داده نشود. این «عقد» در ماده ۵۱۸ قانون مدنی ایران آمده است.
حداکثر طول مدت مزارعه یک سال است و اگر موعد محصول دهی زراعتی خاص بیش از یک سال باشد مدت مزارعه یک دوره زراعی است، همچنین اگر در طول زراعت به دلیل پیش‌آمد مشکلی ادامه کشت ممکن نباشد هرآنچه تا آن روز به دست آمده باید تقسیم گردد.

به بیان دیگر اسلام مزارعه را به عنوان اسلوبی در جهت انعقاد شرکت بین دو عامل کار و سرمایه قرار داده‌است که در اینجا کشاورز متعهد می‌گردد در زمین کار کند، شخم بزند، آبیاری کند و مالک متعهد می‌شود که زمین و بذر و در صورت نیاز حتی کود در اختیار کشاورز قرار دهد و در نهایت محصول بدست آمده به نسبت معینی بین آن دو تقسیم شود.
شیخ طوسی در کتاب «خلاف» می‌گوید:صاحب زمین مجاز است زمینش را در ازای قسمتی از محصول در اختیار دیگری قرا دهد. بدین صورت زمین و بذر از او زراعت و آبیاری و مراقبت به عهده عامل باشد.

از این گفته می‌توان نتیجه گرفت که مزارعه شرکت میان دو عنصر است، یکی عنصر کار و دیگری سرمایه (زمین و بذر). اگر مالک زمین را در اختیار زارع قرار دهد ولی بذر به او ندهد، به این عمل مخابره گفته می‌شود. پیامبر از مخابره نهی کرده و حتی در صورت نیاز زمین به کود مالک باید آن را تهیه کند و در اختیار عامل قرار دهد. علامه حلی در کتاب «قواعد» می‌نویسد:

در بستن قرارداد مزارعه مالک و عامل باید عاقل و بالغ باشند و با اختیار قرارداد را امضاء کنند و زمان قرارداد نسبت سهم هر یک معین و مشخص باشد.

## حق ریشه
در حقوق ایران عقدی بنام مزارعه وجود دارد این در ماده ۵۱۸ قانون مدنی ایران تعریف شده‌است در این عقد چون زارع ریشه کشت خود را با اذن و اجازه مالک در زمین ایجاد نموده‌است و از طرفی مطابق قاعده فقهی-(حقوقی الزع لزارع و لو کان غاصب)، ریشه موجود در زمین متعلق به زارع است حتی بعد از اتمام عقد مزارعه، ریشه حقی را برای زارع درزمین مالک ایجاد می‌نماید که اصطلاحاً بدان حق ریشه می‌گویند.